# Magpie Records
Magpie Records is een Brits platenlabel, dat zich richt op het heruitbrengen van blues- en jazz-platen. Het werd in 1976 opgericht door bluesspecialist Bruce Bastin, die er nog steeds de leiding over heeft. Bastin heeft naast dit label overigens ook andere platenlabels opgericht, die deel uitmaken van zijn onderneming Interstate Music, zoals Flyright Records. Musici wier werk op Magpie opnieuw uitkwam zijn onder meer Robert Wilkins, Bumble Bee Slim, Blind Boy Fuller, Cow Cow Davenport,